# Tom Cotton
Thomas Bryant "Tom" Cotton (Dardanelle, 13 de maio de 1977) é um político norte-americano filiado ao Partido Republicano. É o senador júnior do estado do Arkansas desde 3 de janeiro de 2015.
Natural de Dardanelle, uma pequena cidade do Arkansas, é graduado pela Harvard Law School. Após graduar-se na faculdade de direito, trabalhou como assistente jurídico do Tribunal de Apelações Estados Unidos e posteriormente passou a trabalhar em seu escritório particular. Em 2004, alistou-se no Exército dos Estados Unidos, servindo na ativa até 2009 e na reserva até 2013, quando encerrou sua carreira militar como Capitão. Em seguida, trabalhou como consultor de gestão da McKinsey & Company. Em 2012, foi eleito membro da Câmara dos Representantes dos Estados Unidos pelo 4º Distrito Congressional do Arkansas.
Em julho de 2013, anunciou sua intenção de concorrer ao Senado dos Estados Unidos na eleição de 2014, desafiando o senador democrata Mark Pryor. Cotton venceu sem oposição a primária republicana e foi eleito senador na eleição geral com 56% dos votos. Até 2021, ele era o mais jovem senador norte-americano.